# Harald Hirschsprung
Harald Hirschsprung (Copenhagen, 14 de dezembro de 1830 - Copenhagen, 11 de abril de 1916) foi um médico pediátrico e professor universitário dinamarquês conhecido por descrever Doença de Hirschsprung pela primeira vez em 1886.

## Biografia
Harald Hirschsprung nasceu em 14 de dezembro de 1830, em Copenhagen, numa família abastada germano-judia. Seu pai era Abraham Marcus Hirschsprung, um empresário tabagista dono da A.M. Hirschsprung & Sønner. Harald escolheu se tornar um médico em vez de ingressar na fábrica de tabaco de seu pai, tendo a liderança da mesma sido herdada por seu irmão mais novo, Heinrich Hirschsprung. Ele foi aprovado no exame de admissão à Universidade em 1848 e no Staatsexamen em 1855. Ele esteve interessado em doenças raras que afetavam o intestino ao longo de sua vida, sendo as atresia do esôfago e do intestino delgado, os assuntos de sua tese de doutorado, apresentada em maio de 1861.
Hirschsprung começou a alcançar notoriedade ao se tornar o primeiro pediatra dinamarquês em 1870, quando foi nomeado para um hospital neonatal. Em 1879, ele foi nomeado médico-chefe do Hospital Infantil da Rainha Louise, inaugurado em 1879. Em 1891, ele foi se tornou médico de pediatria. Hirschsprung dava aulas pequenas nas manhãs de domingo, entre 9 e 11, para garantir que apenas alunos verdadeiramente dedicados comparecessem. Ele chegou a ser criticado como professor, o mesmo tinha problemas para falar em público e costumava se concentrar em casos raros, em vez dos mais benéficos para a clínica geral.
Hirschsprung oferecia assistência médica gratuita para crianças pobres, enquanto continuava a exigir que as famílias abastadas pagassem. Ele também foi contra a vontade da Rainha Louise de Hesse-Cassel, a homônima do hospital em que trabalhava, em sua insistência em que imagens de animais, em vez de textos bíblicos, fossem colocadas acima dos leitos hospitalares das crianças.
Em 1904, quando tinha 74 anos, Hirschsprung foi forçado a renunciar ao emprego. Ele continuou seu estudo sobre o que mais tarde viria a ser chamado de Doença de Hirschsprung, até que sua saúde precária o impediu, então ele se aposentou e passou a viver em sua casa de campo em Øresund.

### Morte
Harald Hirschsprung morreu em 11 de abril de 1916, aos 85 anos, em Copenhage. Ele foi enterrado em um cemitério judeu na mesma cidade.

## Doença de Hirschsprung
Hirschsprung publicou em muitas áreas da pediatria, incluindo estenose pilórica, intussuscepção, raquitismo e nódulos reumáticos, mas ele é mais conhecido por seu trabalho na doença que mais tarde passou a levar seu nome.
Em Berlim, no Congresso de Doenças Infantis (Gesellschaft für Kinderheilkunde), Hirschsprung deu uma palestra sobre o que se tornaria "sua" doença. Era intitulado "Lentidão das Fezes em Recém-Nascidos como Resultado da Dilatação e Hipertrofia do Cólon" (Stuhlträgheit Neugeborener in Folge von Dilatation und Hypertrophie des Colons) e foi publicado um ano depois. Ele falou de duas crianças que haviam morrido da doença e, ao final da palestra, afirmou "parece inquestionável que a condição é causada no útero, seja como uma anormalidade do desenvolvimento ou como um processo de doença." Ele publicou um relato sobre a doença, que ele acreditava ser uma nova condição, dois anos depois.
Embora ele tenha sido o primeiro a descrever a condição, ele erroneamente afirmou que o cólon proximal era a parte afetada pela doença. Hoje se sabe que o segmento doente do intestino é a porção distal (até o reto), que não desenvolve as células ganglionares e, portanto, não pode relaxar e evacuar. Este estado contraído (às vezes chamado de acalasia retal) impede a passagem das fezes e causa obstrução intestinal e obstipação .